# De Staat (groupe)
Pour l’article homonyme, voir De Staat.
De Staat est un groupe néerlandais de rock alternatif, originaire de Nimègue. Formé en 2006, leur nom se traduit par « L'État ».
En mai 2016, le groupe fait notamment la première partie de Muse lors de leur tournée mondiale Drones au Portugal, en Allemagne, en Belgique, en Italie et en Espagne.

## Histoire
De Staat se forme en tant que projet solo par le chanteur principal, Torre Florim, qui réunit plus tard le groupe. Sa première démo est enregistrée dans l'appartement de Florim en 2007. Bien que toujours non signé, le one man band se développe pour devenir un grand groupe, grâce à des concerts bien accueillis aux Pays-Bas. En l'espace d'un an, la popularité de De Staat a augmenté et le groupe s'est produit dans des festivals tels que Dot to Dot, Glastonbury, Sziget et Lowlands.
De Staat signe chez Excelsior Recordings en 2008, et sort son premier album, Wait for Evolution, en janvier 2009.
Le troisième album du groupe, I_CON, sort le 16 septembre 2013. Il est enregistré principalement en France et produit par Torre Florim. L'album est mixé par Vance Powell à Nashville, qui a travaillé avec Jack White et The Raconteurs auparavant. Cet album est probablement leur plus grand succès, atteignant la deuxième place dans le Top 100 des albums néerlandais, et la chanson Down Town de cet album figure sur la bande-son de FIFA 14. Ils reçoivent également un prix pour le meilleur artiste rock à Edisons 2014. Le groupe sort son quatrième album, Vinticious Versions, qui voit le groupe rééditer les chansons de leurs trois albums précédents, avec un concours vidéo pour accompagner chacun des titres de l'album en cours sur leur chaîne YouTube.
Le 18 janvier 2019, le groupe publie son sixième album studio intitulé Bubble Gum. Le titre Kitty Kitty est largement utilisé à la télévision britannique dans le cadre d'une campagne publicitaire pour la chaîne All4,.

## Membres
- Torre Florim - voix, guitare rythmique, percussions
- Vedran Mircetic - guitare solo
- Jop van Summeren - basse, synthétiseur, chœurs
- Rocco Hueting - clavier, synthétiseur, percussion, guitare rythmique, voix
- Tim van Delft - batterie

## Discographie

### Albums studio
- 2009 : Wait for Evolution
- 2011 : Machinery
- 2013 : I_Con
- 2014 : Vinticious Versions (EP)
- 2006 : O
- 2016 : Live in Utrecht
- 2019 : Bubblegum
- 2023 : Red / Yellow / Blue

### Singles
- 2009 : The Fantastic Journey of the Underground Man
- 2009 : Wait for Evolution
- 2009 : Habibi
- 2011 : Sweatshop
- 2011 : Ah, I See
- 2011 : I’ll Never Marry You
- 2011 : Let It Snow
- 2012 : Firestarter
- 2013 : Make Way for the Passenger
- 2013 : Devil's Blood
- 2013 : Down Town
- 2013 : All Is Dull
- 2014 : Get It Together
- 2014 : Input Source Select (Vinticious Version)
- 2015 : Witch Doctor
- 2015 : Peptalk
- 2016 : Make the Call, Leave It All'
- 2016 : Get on Screen
- 2017 : Round
- 2018 : Kitty Kitty
- 2018 : I'm Out of Your Mind
- 2018 : Mona Lisa
- 2019 : Phoenix

### DVD
- 2009 : Live @ Lowlands 2009

### Bandes-son
- Down Town dans FIFA 14